# Oranienbaum-Wörlitz
Oranienbaum-Wörlitz település Németországban, azon belül Szász-Anhalt tartományban. Lakosainak száma 8065 fő (2023. december 31.).

## A város részei
| - Brandhorst - Gohrau - Goltewitz - Griesen Drehberggel és Münsterberggel - Horstdorf - Kakau | - Kapen - Oranienbaum - Rehsen - Riesigk Rotehof-fal és Schönitz-cel - Vockerode - Wörlitz |

## Népesség
A település népességének változása:
| Lakosok száma | 8592 | 8384 | 8344 | 8063 | 8067 | 8065 |
|               | 2014 | 2017 | 2019 | 2021 | 2022 | 2023 |

## Nevezetességei
- A wörlitzi park
- Az oranienbaumi kastély